# Katedra św. Findbara w Corku
Katedra św. Findbara (irl. Ardeaglais Naomh Fionnbarra) – katedra w Corku, należąca do protestanckiego Kościoła Irlandii. Siedziba biskupstwa Cork, Cloyne i Ross.

## Historia
Teren, na którym stoi katedra, był miejscem kultu już od VII wieku, kiedy to Święty Findbar zbudował tam klasztor. Założona przez niego szkoła, była jedną z najważniejszych przyklasztornych szkół w Irlandii aż do X wieku.
Średniowieczna katedra została mocno uszkodzona w czasie oblężenia Corku na przełomie 1689 i 1690 roku, kiedy została ostrzelana przez artylerię z pobliskiego Elizabeth Fort. W 1735 biskup Peter Browne postawił niewielki klasycystyczny budynek, który został rozebrany w 1865.
Katedrę w obecnym kształcie zaprojektował architekt William Burges. Prace nad projektem rozpoczął w 1862 roku. Kamień węgielny położył biskup John Gregg w 1865. Świątynię konsekrowano w 1870, jednak budowę ukończono dopiero w 1879. Główna wieża ma 73 metry wysokości.